# Ansgar Janke
Ansgar Janke (* 4. Juli 1941 in Leipzig; † 29. März 2005 in Berg am Laim, München) war ein Pianist und Hochschullehrer.

## Leben
Ansgar Janke wurde 1941 in Leipzig geboren. 1949 kehrte sein Vater aus der Sowjetischen Kriegsgefangenschaft zurück, übersiedelte in die Bundesrepublik und wurde Polizist in Rheinland-Pfalz. 1954 folgte die Familie und wohnte in Neustadt an der Weinstraße.
Aufgrund einer Ausnahmegenehmigung des Hochschulrates war er ab 1955 mit 14 Jahren Student der Hochschule für Musik und Darstellende Kunst Mannheim und schloss es mit dem Musiklehrerdiplom ab. 1959 ging sein Klavierlehrer Friedrich Wührer an die Hochschule für Musik und Theater München und Janke folgte ihm.
Gemeinsam mit Gernot Sieber bildete er ein Klavierduo. Seit den 1970er-Jahren gibt er nur noch selten Konzerte. 1966 wurde er Klavierlehrer am Musikgymnasium der Regensburger Domspatzen. Nach Abschluss der Meisterklasse wurde er 1968 Assistent an der Münchner Musikhochschule, 1972 hauptamtliche Lehrkraft, 1984 Oberstudienrat, 1990 Studiendirektor, 1998 Akademischer Direktor und 2003 Honorarprofessor. Hierbei entwickelte er die Klaviertechnik nach Ansgar Janke.
Janke war verheiratet mit einer japanischen Pianistin. Gemeinsam hatten sie vier Kinder, Ayumi Janke (* 1980, Pianistin), Adrian Janke (* 1981, Violoncello), Andreas Janke (* 1983, Geiger) und Yuki Manuela Janke (* 1986, Geigerin), die alle Musiker sind.